# Lewiston (New York)
Lewiston is een plaatsje in de Amerikaanse staat New York. Lewiston bestaat uit een dorp met 3000 inwoners, en het dorp wordt omring door de stad Lewiston met 16000 bewoners. De stad ligt 7 km ten noorden van de Niagarawatervallen.

## Geschiedenis

In de 14e eeuw werd dit gebied bewoond door de Irokezen, bestaande uit vijf indianenstammen, de Mohawks, Seneca's, Onondaga's, Oneida's en Cayuga's, die Irokees spraken. Deze vijf stammen hadden ieder eigen taken, zo waren de Seneca's verantwoordelijk voor de waterrechten van de Niagara rivier, Lake Erie en Lake Ontario.
In de 17e eeuw kwamen Franse en Engelse handelaren naar deze regio. De eerste ontdekkingsreiziger die Lewiston bezocht, was Étienne Brûlé in 1615. Op 6 december 1678 landde La Salle in Lewiston. Hij was samen met père Louis Hennepin op zoek naar de rivier de Mississippi. Een dag later werden ze door Seneca's meegenomen naar de Niagarawatervallen, en Hennepin werd de eerste Europeaan die de watervallen beschreef.
In 1719 bouwde Louis Thomas Chabert de Joncaire, met toestemming van de Seneca's, als eerste blanke man, er een handelspost. Het brandde in 1741 af.
In 1800 werd in Lewiston het Tuscarora indianenreservaat opgericht.
In 1812 begon de Oorlog van 1812 met de Battle of Queenston Heights, waarbij de Amerikanen Canada binnenvielen. Kanonnen werden langs de rivier de Niagara opgesteld. De eerste slag werd door de Amerikanen verloren, omdat het leger weigerde op vreemd grondgebied te vechten. Ze waren er immers om Amerikaans grondgebied te verdedigen? Een dag later staken ze toch de rivier over. De Britse generaal Brock werd vermoord, zijn standbeeld werd in Queenston opgericht en is vanuit Lewiston te zien. In 1813 brandde Lewiston bijna geheel af, alleen de Hustler's Tavern was blijven staan. In 1815 keerde de vrede terug. Langzamerhand kwamen de bewoners terug en begonnen ze het dorp weer op te bouwen. Er kwam een hotel, Frontier House, waar onder meer Charles Dickens en prins Edward logeerden, en in 1835 werd de kerk gebouwd.
In 1830 bouwde Josiah Tryon, een lokale kleermaker, er een huis met meerdere verdiepingen. Het wordt tegenwoordig Tryon's Folly genoemd. Het achterkant van het huis lag 60 meter van de rivier, waardoor het huis gemakkelijk kon worden gebruikt om slaven, die via de Underground Railroad in Lewiston aankwamen, te helpen ontsnappen. 's Nachts roeide hij de slaven naar de overkant. Als ze daar aankwamen, waren ze vrij. In 1900 werd het huis door brand verwoest.
In 1856 werd de Niagara Universiteit opgericht.

In 1960 werd het Robert Moses Power Project gebouwd, dat uitgroeide tot de grootste elektriciteitscentrale van de staat New York.

## Rivier de Niagara
Lewiston is de plaats waar 12.000 jaar geleden de rivier de Niagara ontsprong. Door erosie heeft de rivier zich ongeveer 10 km verplaatst. De huidige rivier is al voorbij de beroemde watervallen gekomen en stroomt langs Lewiston naar Lake Ontario. Aan de overkant van de rivier ligt Canada.
De rivier moest dienen als aanvoerroute voor goederen. Daarbij was de waterval een groot obstakel. Er werd een weg aangelegd die in Lewiston uitkwam, waardoor het dorp een belangrijke handelskern werd. De nieuwe route werd de portage (Frans voor ‘het dragen [van goederen of boten]’, overtoom) genoemd. De Fransen gebruikten de indianen om goederen naar de andere kant van de waterval te brengen. De handel van west naar oost bestond vooral uit pels, in omgekeerde richting werden militaire voorraden getransporteerd.
De indianen beheerden de portage, maar voelden zich tekort gedaan omdat de Franse gouverneur hun privileges niet respecteerde. Er ontstond oorlog, die in 1763 eindigde, waarna de Britten de portage controleerden. De route werd verbeterd, en er werden militaire posten gebouwd om de route te beveiligen. Er kwam ook een 3 kilometer lange spoorbaan, waarvan gezegd wordt dat dit het eerste treintraject in Amerika is.
De Seneca's waren niet tevreden want hun inkomstenbron was verdwenen. Ze beroofden de transporten die per wagon of trein langs kwamen, de begeleidende militairen werden vermoord. Na overleg met de Britten moesten de Seneca's een strook land afstaan aan weerszijden van de rivier.

## Bezienswaardig
- The Lewiston Museum, ondergebracht in de St. Paul’s Episcopal Church, die in 1835 gebouwd werd.[1][2]